# Dasyrhamphis
Dasyrhamphis (лат.) — род слепней подсемейства Tabaninae, трибы Diachlorini.

## Внешнее строение
Крупные и средних размеров преимущественно черных мухи. Глаза без полосок, обычно покрыты волосками. Простые глазки отсутствуют. Хоботок длиннее половины высоты головы. Верхняя и нижняя лобные мозоли соединены между собой. Крылья затемнённые. Личинки белой окраски. Длина тела до 45 мм. Соотношение длины и ширины тела — 13:1. Головной конец тела расширен и заострён. Жвалы изогнутые.

## Биология
Личинки хищники и сапрофаги, развиваются в местообитаниях с редкой растительностью с песчано-лёссовой почвой. Окукливание в конце марта или начале апреля. Имаго отмечены на цветках растений. В качестве естественных врагов отмечены ктыри Eutolmus fascialis.

## Классификация
В мировой фауне 13 видов.
- Dasyrhamphis algirus Macquart, 1838
- Dasyrhamphis anthracinus Meigen, 1820
- Dasyrhamphis ater Rossi, 1790
- Dasyrhamphis carbonarius Meigen, 1820
- Dasyrhamphis denticornis Enderlein, 1925
- Dasyrhamphis franchinii Leclercq & Olsufjev, 1981
- Dasyrhamphis goleanus Szilády, 1923
- Dasyrhamphis insecutor Austen, 1920
- Dasyrhamphis kuhedenaensis Jezek, 1981
- Dasyrhamphis nigritus Fabricius, 1794
- Dasyrhamphis tomentosus Macquart, 1846
- Dasyrhamphis umbrinus Meigen, 1820
- Dasyrhamphis villosus Macquart, 1838

## Кариотип
Особенности кариотипа выявлены только у Dasyrhamphis umbrinus и включает шесть пар хромосом. Вторая пара хромосом субметацентрическая, остальные метацентрические.

## Распространение
Представители рода встречаются в Южной Европе, на Кавказе, в Северной Африке, Передней Азии, Иране, и Туркмении (Копетдаг).